# Grand Prix Německa 1961
Grand Prix Německa 1961 (oficiálně XXIII Grosser Preis von Deutschland) se jela na okruhu Nürburgring v Nürburgu v Německu dne 6. srpna 1961. Závod byl šestým v pořadí v sezóně 1961 šampionátu Formule 1.

## Kvalifikace
| Poř.   | No. | Jezdec                  | Konstruktér     | Čas     | Ztráta  |
| ------ | --- | ----------------------- | --------------- | ------- | ------- |
| 1      | 4   | Phil Hill               | Ferrari         | 8:55.2  | —       |
| 2      | 1   | Jack Brabham            | Cooper-Climax   | 9:01.4  | +6.2    |
| 3      | 7   | Stirling Moss           | Lotus-Climax    | 9:01.7  | +6.5    |
| 4      | 8   | Jo Bonnier              | Porsche         | 9:04.8  | +9.6    |
| 5      | 3   | Wolfgang von Trips      | Ferrari         | 9:05.5  | +10.3   |
| 6      | 15  | Innes Ireland           | Lotus-Climax    | 9:06.4  | +11.2   |
| 7      | 9   | Dan Gurney              | Porsche         | 9:06.6  | +11.4   |
| 8      | 14  | Jim Clark               | Lotus-Climax    | 9:08.1  | +12.9   |
| 9      | 16  | Tony Brooks             | BRM-Climax      | 9:09.3  | +14.1   |
| 10     | 18  | John Surtees            | Cooper-Climax   | 9:11.2  | +16.0   |
| 11     | 11  | Hans Herrmann           | Porsche         | 9:12.7  | +17.5   |
| 12     | 2   | Bruce McLaren           | Cooper-Climax   | 9:13.0  | +17.8   |
| 13     | 6   | Willy Mairesse          | Ferrari         | 9:15.9  | +20.7   |
| 14     | 5   | Richie Ginther          | Ferrari         | 9:16.6  | +21.4   |
| 15     | 19  | Roy Salvadori           | Cooper-Climax   | 9:22.0  | +26.8   |
| 16     | 17  | Graham Hill             | BRM-Climax      | 9:22.9  | +27.7   |
| 17     | 31  | Carel Godin de Beaufort | Porsche         | 9:28.4  | +33.2   |
| 18     | 28  | Jackie Lewis            | Cooper-Climax   | 9:31.4  | +36.2   |
| 19     | 32  | Lorenzo Bandini         | Cooper-Maserati | 9:35.4  | +40.2   |
| 20     | 37  | Tony Marsh              | Lotus-Climax    | 9:37.7  | +42.5   |
| 21     | 20  | Maurice Trintignant     | Cooper-Maserati | 9:38.5  | +43.3   |
| 22     | 33  | Tony Maggs              | Lotus-Climax    | 9:45.5  | +50.3   |
| 23     | 26  | Wolfgang Seidel         | Lotus-Climax    | 9:59.9  | +1:04.7 |
| 24     | 30  | Ian Burgess             | Cooper-Climax   | 10:01.4 | +1:06.2 |
| 25     | 27  | Gerry Ashmore           | Lotus-Climax    | 10:06.0 | +1:10.8 |
| 26     | 38  | Bernard Collomb         | Cooper-Climax   | 10:23.0 | +1:27.8 |
| 27     | 25  | Michael May             | Lotus-Climax    | 10:37.5 | +1:42.3 |
| Zdroj: |     |                         |                 |         |         |

## Závod
| Poř.   | No. | Jezdec                  | Konstruktér     | Počet kol | Čas/Odstoupení      | Pořadí na startu | Body |
| ------ | --- | ----------------------- | --------------- | --------- | ------------------- | ---------------- | ---- |
| 1      | 7   | Stirling Moss           | Lotus-Climax    | 15        | 2:18:12.4           | 3                | 9    |
| 2      | 3   | Wolfgang von Trips      | Ferrari         | 15        | +21.4               | 5                | 6    |
| 3      | 4   | Phil Hill               | Ferrari         | 15        | +22.5               | 1                | 4    |
| 4      | 14  | Jim Clark               | Lotus-Climax    | 15        | +1:17.1             | 8                | 3    |
| 5      | 18  | John Surtees            | Cooper-Climax   | 15        | +1:53.1             | 10               | 2    |
| 6      | 2   | Bruce McLaren           | Cooper-Climax   | 15        | +2:41.4             | 12               | 1    |
| 7      | 9   | Dan Gurney              | Porsche         | 15        | +3:23.1             | 7                |      |
| 8      | 5   | Richie Ginther          | Ferrari         | 15        | +5:23.1             | 14               |      |
| 9      | 28  | Jackie Lewis            | Cooper-Climax   | 15        | +5:23.7             | 18               |      |
| 10     | 19  | Roy Salvadori           | Cooper-Climax   | 15        | +12:11.5            | 15               |      |
| 11     | 33  | Tony Maggs              | Lotus-Climax    | 14        | +1 kolo             | 22               |      |
| 12     | 30  | Ian Burgess             | Cooper-Climax   | 14        | +1 kolo             | 24               |      |
| 13     | 11  | Hans Herrmann           | Porsche         | 14        | +1 kolo             | 11               |      |
| 14     | 31  | Carel Godin de Beaufort | Porsche         | 14        | +1 kolo             | 17               |      |
| 15     | 37  | Tony Marsh              | Lotus-Climax    | 13        | +2 kola             | 20               |      |
| 16     | 27  | Gerry Ashmore           | Lotus-Climax    | 13        | +2 kola             | 25               |      |
| Ret    | 6   | Willy Mairesse          | Ferrari         | 13        | Nehoda              | 13               |      |
| Ret    | 20  | Maurice Trintignant     | Cooper-Maserati | 12        | Motor               | 21               |      |
| NC     | 38  | Bernard Collomb         | Cooper-Climax   | 11        | Neklasifikován      | 26               |      |
| Ret    | 32  | Lorenzo Bandini         | Cooper-Maserati | 10        | Motor               | 19               |      |
| Ret    | 16  | Tony Brooks             | BRM-Climax      | 6         | Motor               | 9                |      |
| Ret    | 8   | Jo Bonnier              | Porsche         | 5         | Motor               | 4                |      |
| Ret    | 26  | Wolfgang Seidel         | Lotus-Climax    | 3         | Zacházení           | 23               |      |
| Ret    | 17  | Graham Hill             | BRM-Climax      | 1         | Nehoda              | 16               |      |
| Ret    | 15  | Innes Ireland           | Lotus-Climax    | 1         | Požár               | 6                |      |
| Ret    | 1   | Jack Brabham            | Cooper-Climax   | 0         | Nehoda              | 2                |      |
| WD     | 10  | Edgar Barth             | Porsche         |           | Nevhodný vůz        |                  |      |
| WD     | 12  | Masten Gregory          | Cooper-Climax   |           | Vůz řídil Burgess   |                  |      |
| WD     | 25  | Michael May             | Lotus-Climax    |           | Nehoda v tréninku   |                  |      |
| WD     | 29  | Piero Monteverdi        | MBM-Porsche     |           |                     |                  |      |
| WD     | 34  | Renato Pirocchi         | Cooper-Climax   |           |                     |                  |      |
| DNA    | 35  | Geoff Duke              | Cooper-Climax   |           | Vůz nebyl připraven |                  |      |
| DNA    | 39  | John Campbell-Jones     | Cooper-Climax   |           |                     |                  |      |
| Zdroj: |     |                         |                 |           |                     |                  |      |

## Průběžné pořadí po závodě
Pohár jezdců
|        | Pořadí | Jezdec             | Body |
| ------ | ------ | ------------------ | ---- |
|        | 1      | Wolfgang von Trips | 33   |
|        | 2      | Phil Hill          | 29   |
| 1      | 3      | Stirling Moss      | 21   |
| 1      | 4      | Richie Ginther     | 16   |
| 2      | 5      | Jim Clark          | 11   |
| Zdroj: |        |                    |      |

Pohár konstruktérů
|        | Pořadí | Konstruktér   | Body    |
| ------ | ------ | ------------- | ------- |
|        | 1      | Ferrari       | 38 (44) |
|        | 2      | Lotus-Climax  | 24      |
|        | 3      | Porsche       | 11      |
|        | 4      | Cooper-Climax | 10 (11) |
|        | 5      | BRM-Climax    | 1       |
| Zdroj: |        |               |         |